# James Donn
James Donn (1758 – 14. června 1813 Monivaird, Perthshire) byl anglický botanik.
Donn nejprve pracoval u Williama Aitona v královské botanické zahradě v Kew. Od roku 1790 až do své smrti roku 1813 byl konzervátorem botanické zahrady v Cambridge. Roku 1796 poprvé vydal seznam rostlin této zahrady a každý další rok vydával jeho aktualizovanou verzi: Hortus cantabrigiensis, or, A catalogue of plants, indigenous and foreign, cultivated in the Walkerian Botanic Garden, Cambridge, 1796.

## Dílo
Pro autorskou značku Donn eviduje databáze IPNI tento seznam popsaných rostlin.